# Джек Оуки
Джек О́уки (англ. Jack Oakie), настоящее имя Льюис Делани Оффилд (Lewis Delaney Offield, 12 ноября 1903, Седейлия, Миссури — 23 января 1978, Нортридж) — американский актёр и радиоведущий.

## Биография
Льюис Делани Оффилд родился 12 ноября 1903 года в городке Седалия (штат Миссури), детство его прошло в городе Маскоги (Muskogee), штат Оклахома.
Льюис начал работать ещё подростком, как только его семья переехала в Нью-Йорк, он устроился курьером на Уолл-стрит, и едва не погиб 16 сентября 1920 года во время теракта на этой улице (англ. Wall Street bombing). Вскоре он начал играть в любительских театрах (тогда он и взял себе псевдоним Джек Оуки), а в 1923 году впервые выступил на Бродвее. До 1927 года он выступал в различных бродвейских постановках, а потом переехал в Голливуд с твёрдым намерением начать сниматься в фильмах.
Действительно, за один год он снялся в пяти немых фильмах, а с наступлением эры звукового кино подписал контракт со студией Paramount Pictures, срок которого истёк в 1934 году. После этого Джек решил больше не обременять себя контрактами и стать фрилансером. Он не ошибся, был востребован, и до конца 1940-х годов снялся в 87 фильмах. С 1936 по 1938 года вёл собственное радиошоу.
Джек Оуки скончался 23 января 1978 года в своём фамильном поместье «Окридж» от аневризмы аорты. Похоронен на кладбище Форест-Лаун в Глендейле.

## Личная жизнь
Джек Оуки был женат дважды:
- Венита Варден (Venita Varden) — с 1936 по 1944 (1945?) год (развод). Серьёзные разногласия между супругами начались уже через два года после свадьбы. В 1948 году Венита погибла в авиакатастрофе самолёта DC-6 в Пенсильвании.
- Виктория Хорн — с 1950 по 1978 год (смерть Джека Оуки). Пара всю жизнь прожила в фамильном поместье «Окридж»[3] в Нортридже (Northridge). После смерти супруга Виктория продолжила жить там, завещав поместье Университету Южной Калифорнии; издала посмертно несколько книг Джека. Тем не менее после смерти Виктории в 2003 году поместье отошло в собственность городу Лос-Анджелес.

## Награды и номинации
- В 1941 году Джек Оуки номинировался на «Оскар» в категории «Лучшая мужская роль второго плана» за фильм «Великий диктатор»[4].
- В 1960 году Джек Оуки был удостоен звезды на Голливудской «Аллее славы» (6752, Голливудский бульвар)[5].

## Избранная фильмография
- 1929 — / Fast Company — Элмер Кейн
- 1929 — / Street Girl — Джо Спринг
- 1929 — За тесным сотрудничеством / Close Harmony — Бен Барни
- 1929 — Дикая вечеринка / The Wild Party — Эл
- 1930 — Вернёмся к рождению / Let’s Go Native — Вольтер Макгиннис
- 1930 — Армейский парад / Paramount on Parade — ведущий (церемониймейстер), камео
- 1930 — Свистать всех наверх! / Hit the Deck — Билдж
- 1931 — Украденные драгоценности / The Stolen Jools — камео
- 1932 — Если бы у меня был миллион / If I Had a Million — рядовой Маллиган
- 1932 — / Uptown New York — Эдди Дойль
- 1932 — Ножки за миллион долларов / Million Dollar Legs — Мигг Туини
- 1932 — Танцующие в темноте / Dancers in the Dark — Дюк Тейлор
- 1933 — Алиса в Стране чудес / Alice in Wonderland — Траляля
- 1933 — Ловко устроился / Sitting Pretty — Чик Паркер
- 1933 — / Too Much Harmony — Бенни Дэй
- 1933 — Школа юмора / College Humor — Барни Ширрел
- 1933 — Орёл и сокол / The Eagle and the Hawk — Майк «Слизняк» Ричардс
- 1934 — Убийство из тщеславия / Murder at the Vanities — Джек Эллери
- 1934 — В поисках проблем / Looking for Trouble — Кейси
- 1935 — Большое радиовещание в 1936 году / The Big Broadcast of 1936 — Спад Миллер
- 1935 — Зов предков / The Call of the Wild — «Коротышка» Хулихан
- 1936 — Король бурлеска / King of Burlesque — Джо Куни
- 1936 — Эта девушка из Парижа / That Girl from Paris — Хаммо Лонсдейл
- 1936 — Техасские рейнджеры / The Texas Rangers — Генри Би. «Йаху» Джонс
- 1936 — Коллин / Colleen — Джо Корк
- 1937 — К новым высотам / Hitting a New High — Корни Дэвис
- 1937 — Любимец Нью-Йорка[англ.] / The Toast of New York — Люк
- 1937 — Вальс шампанского / Champagne Waltz — Гарри Галахер
- 1938 — Аннабель отправляется в путешествие / Annabel Takes a Tour — Лэнни Морган
- 1938 — Аннабель отправляется по делам / The Affairs of Annabel — Лэнни Морган
- 1940 — Великий диктатор / The Great Dictator — Бензино Напалони, диктатор Бактерии
- 1940 — Маленькие мужчины / Little Men — «Лис» Вилли
- 1940 — Аллея оловянной кастрюли / Tin Pan Alley — Гарри Кэлхун
- 1940 — Молодые / Young People — Джо Баллентин
- 1941 — Великое американское радиовещание / The Great American Broadcast — Чак Хэдли
- 1942 — Исландия / Iceland — Слип Риггс
- 1942 — Песня островов / Song of the Islands — Расти Смит
- 1943 — Зима / Wintertime — Скип Хаттон
- 1943 — Привет, Фриско, привет / Hello, Frisco, Hello — Дэн Дэли
- 1943 — Есть о чём кричать / Something to Shout About — Ларри Мартин
- 1944 — Задушевно и без импровизаций / Sweet and Low-Down — Попси
- 1944 — Это случилось завтра — It Happened Tomorrow — дядюшка Оскар Смит
- 1948 — Когда моя крошка улыбается мне / When My Baby Smiles at Me — Бозо Эванс
- 1949 — Воровское шоссе / Thieves' Highway — Жлоб
- 1951 — Томагавк / Tomahawk — Сол Бэкворт
- 1956 — Вокруг света за 80 дней / Around the World in 80 Days — капитан «Генриетты»
- 1959 — Волшебная страна / The Wonderful Country — Трэвис Хайт
- 1960 — Крысиные бега / The Rat Race — Мак, владелец бара
- 1961 — Новое поколение / The New Breed — Хэм Такер (в эризоде «I Remember Murder»)
- 1961 — Вернись, моя любовь / Lover Come Back — Джей. Пэкстон Миллер